# Майкл Чіді Алозіє
Майкл Чіді Алозіє (англ. Michael Chidi Alozie; 16 жовтня 1986, Лагос) — нігерійський футболіст, нападник.

## Клубна кар'єра

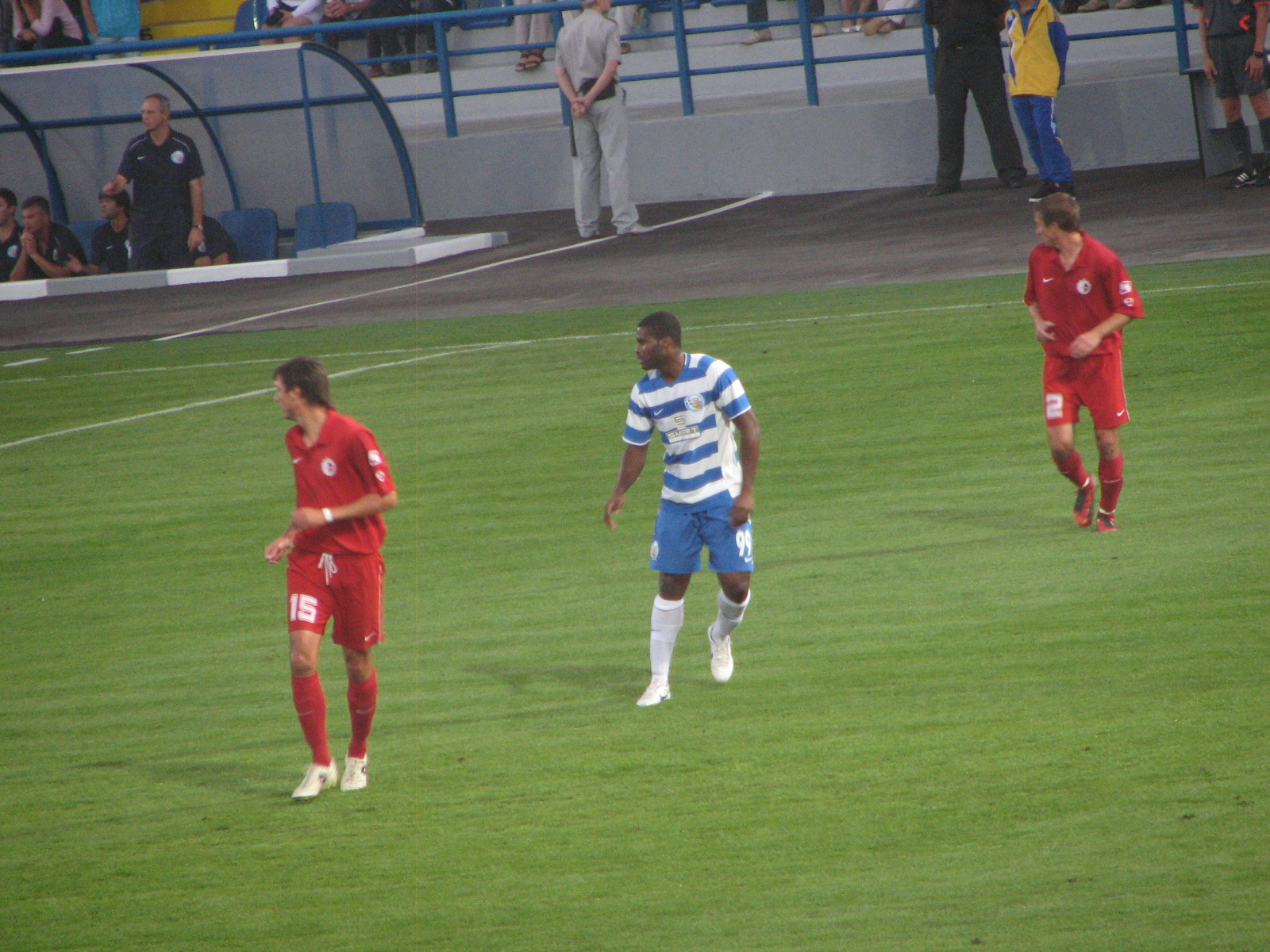
Майкл Алозі (посередині) в складі «Севастополя»

Футболом розпочав займатися в Нігерії, у клубі «Свіфт Іглс». У лютому 2004 року перейшов у «Берое» з міста Стара Загора. У 5 матчах чемпіонату Болгарії відзначився 3 голами. У 2004 році приєднався до «Волині». У чемпіонаті України дебютував 1 березня 2005 року, вийшовши на заміну на 46-й хвилині матчу проти ужгородського «Закарпаття».
У липні 2008 перейшов у «Металург» з Запоріжжя, підписавши з клубом чотирирічний контракт. Дебютував у новій команді 19 липня 2008 року в матчі з «Кривбасом» (0:1). Дебютним голом у футболці «козаків» відзначився 31 серпня в матчі з донецьким «Шахтарем» (2:2)
29 січня 2011 року підписав контракт на 3,5 роки з ПФК «Севастополь». У 2014 році залишив цей клуб.
У 2015 році уклав договір зі словацьким клубом «Середь». На початку 2016 року завершив кар'єру футболіста

## Кар'єра в збірній
29 грудня 2007 року отримав виклик у збірну Нігерії, але так і не провів жодної хвилини на полі за національну команду.

## Особисте життя
У нього є три брати, сестра. Батько помер у 2008 році. Мають власний ресторан, де висить футболка «Металурга» та є козацька булава.